# Ioan Dzițac
Ioan Dzițac (n. 14 februarie 1953, comuna Poienile de sub Munte, județul Maramureș, Republica Populară Română – d. 6 februarie 2021) a fost un profesor român de matematică și informatică, licențiat în matematică (1977) și doctor în informatică (2002) la Universitatea „Babeș-Bolyai” din Cluj-Napoca, în prezent profesor universitar la Universitatea „Aurel Vlaicu” din Arad și  rector al Universității Agora din Oradea (UAO). În 2018 a obținut abilitarea în informatică economică la Universitatea ”Alexandru Ioan Cuza” din Iași. Din 2019 este conducător de doctorat la Universitatea din Craiova.
A fost rector al UAO în perioada 2012-2016, fiind reales și pentru mandatul 2016-2020. Începând cu 3 mai 2020, a fost prorector cu cercetarea și internaționalizarea la UAO. A fost "Adjunct Professor" la University of Chinese Academy of Sciences - Beijing, China (2013-2016), iar din 2016 este Advisory Board Member la Graduate School of Management of Technology, Hoseo University, South Korea. Cercetările sale curente sunt orientate pe diferite aspecte ale inteligenței artificiale, soft computing și aplicațiile logicii fuzzy în tehnologie și economie. Este co-fondator și  Editor-in-Chief al unei reviste cotate ISI/SCI Expanded (2006), International Journal of Computers Communications & Control (nominalizată de Elsevier pentru Journal Excellence Award -Scopus Awards Romania 2015). De asemenea, a fost membru în Editorial Board la alte 11 reviste științifice din lume (România, SUA, China, Lituania). Este co-fondato  și General Chair al International Conference on Computers Communications and Control. A fost membru în Comitetele de Program în peste 70 de conferințe internaționale. Este Senior Member IEEE din 2011 și membru  în  alte organizații profesionale (ROMAI, SRAIT, SSMAR, RNG-ISCB  etc.). A fost "invited speaker" și/sau "invited special sessions organizer and chair" în China (2013: Beijing, Suzhou, Chengdu, 2015: Dalian,  2016: Beijing), India (2014: Madurai, 2017: Delhi), Russia (2014: Moscow), Brazilia (2015: Rio), Lituania (2015: Druskininkai), Coreea de Sud (2016: Asan). A publicat 3 cărți,12 cursuri și materiale suport pentru studenți, 5 proceedings-uri și peste 70 articole științifice în reviste de specialitate și în volumele unor conferințe. Are peste 45 de articole ISI și peste 300 de citări din ISI în ISI (fără autocitări). În Google Scholar are peste 700 de citări.

## Studii și cariera profesională
Ioan Dzițac a absolvit Școala primară și generală în comuna Repedea (1960-1968), județul Maramureș, Liceul Dragoș Vodă din Sighetu Marmației (1968-1972) și apoi Facultatea de Matematică din cadrul Universității „Babeș-Bolyai” din Cluj-Napoca (1972-1977). 
În anul 2002 obține doctoratul în informatică la Facultatea de Matematică și informatică din cadrul Universității „Babeș-Bolyai” din Cluj-Napoca cu teza „Procedee de calcul paralel și distribuit în rezolvarea unor ecuații operatoriale”, sub conducerea științifică a prof. univ. dr. Grigor Moldovan. 
Între anii 1977-1991 a predat matematică în învățământul preuniversitar, obținând pe rând gradele didactice definitiv (1980), gr. II (1985) și gr. I (1990). În 1986 a obținut titlul de „Profesor evidențiat" acordat prin O.M. nr. 7610/08.06.1988
Din anul 1991, Ioan Dzițac accede prin concurs în învățământul superior: lector universitar (1991-2003) și conferențiar universitar (2003-2005) la Universitatea din Oradea conferențiar universitar (2005-2009) la Universitatea Agora și apoi profesor universitar (2009-2021) la Universitatea Aurel Vlaicu din Arad.
La Universitatea Agora fondează, împreună cu acad. Florin Gheorghe Filip și prof. dr. Mișu-Jan Manolescu, conferința International Conference on Computers, Communications & Control (ICCCC) și revista International Journal of Computers, Communications & Control (IJCCC), care în mai puțin de doi ani a devenit cotată ISI).
Din 2006 este redactorul șef adjunct al revistei IJCCC

## Funcții manageriale
În data de 17 august 1996, Ioan Dzițac a fost ales vicepreședinte al Societății Române de Matematică Aplicată și Industrială (ROMAI), funcție pe care a  ocupat-o până în 2011 (a fost reales în 1999, 2001, 2003, 2005, 2007, 2009).
În aprilie 2004, Ioan Dzițac a fost ales în funcția de director al Departamentului de matematică și informatică al Universității din Oradea , funcție pe care a ocupat-o timp de un an, iar în octombrie 2005 a fost ales șef de catedră la Universitatea Agora. Din 2006, este editor șef adjunct al International Journal of Computers Communications & Control.
Din octombrie 2009, este directorul centrului „Cercetare Dezvoltare Agora”..
Prof.univ.dr Ioan Dzițac a fost rectorul Universității Agora din Oradea
 în mandatul (2012-2016), fiind reales și pentru mandatul (2016-2020).

## Distincții și recunoaștere internațională
Ca o recunoaștere a meritelor sale, Ioan Dzițac a fost distins cu următoarele diplome și titluri:
- Titlul de „Profesor evidențiat” acordat de Ministerul Educației și Învățământului (1988)
- Premiul tânărului cercetător acordat de Societatea Română de Matematică Aplicată și Industrială (2003)
- Premiul de popularitate „SIVECO, acordat pentru un produs informatic de tip E-Learning (2006)
- Diplomă de excelență acordată de Asociația Facultăților Economice din România (2007)
- „Diplomă de excelență” EWNLC 2008 (2008)
- Titlul de „Profesorul anului 2008” acordat de Senatul Universității Agora
- Diplomă de excelență acordată de Senatul Universității "Aurel Vlaicu" din Arad (2010)
- Senior Member of IEEE (2011)

Ioan Dzițac a fost invitat să susțină conferințe cheie sau să organizeze sesiuni speciale în:
- China (2013: Beijing, Suzhou, Chengdu);
- India (2014: Kalasalingam University);
- Rusia (2014: Moscova);
- Brazilia (2015: Rio de Janeiro);
- China (2015: Dalian);
- Lituania (2015: Druskininkai);
- China (2016: Beijing);
- Korea (2016: Asan)

A fost inclus printre cei 100 de informaticieni români de pretutindeni, din ultimii 100 de ani, în volumul ”One Hundred Romanian Scientists in Theoretical Computer Science"  (p. 76),   Editura Academiei Române, 2018, precum și în volumul ”Civilizația Românească- Știința și Tehnologia Informației în România”, apărut în anul aniversării a 100 de ani de la Marea Unire, tot în Editura Academiei (p. 159, 312, 349, 351, 384).

## Lucrări publicate
Ioan Dzițac este autorul/coautorul a peste 60 de articole științifice în domeniul matematicii, informaticii și didacticii, cu un impact de peste 230 citări.
Ioan Dzițac este autorul/coautorul/editorul a peste 20 de cărți/manuale/volume colective în domeniul matematicii, informaticii și didacticii. Pot fi menționate:
- Metoda Monte Carlo: Hazard și determinism (în colaborare, Ed. Universității din Oradea, 2000),
- Calcul paralel (Ed. Universității din Oradea, 2001),
- Didactica informaticii” (în colaborare, Ed. Universității din Oradea, 2003),
- Proceedings of the 11th Conference on Applied and Industrial Mathematics- CAIM 2003, Vol. 1-2 (ed. în colab., Ed. Universității din Oradea, 2003),
- Proceedings of International Conference on Computers and Communications-ICCC 2004 (ed. în colab., Ed. Universității din Oradea, 2004),
- Matematică economică (Ed. Universității Agora, 2005),
- Sisteme distribuite: Modele informatice (în colab., Ed. Universității Agora, 2006),
- Sisteme distribuite: Modele matematice (în colab., Ed. Universității Agora, 2006),
- Parallel and Distributed Methods for Algebraic Systems Resolution (Ed. Universității Agora, 2006),
- Proceedings of International Conference on Computers, Communications & Control-ICCCC 2006 (ed. în colab., Ed. Universității Agora, 2006),
- Proceedings of International Conference on Computers, Communications & Control-ICCCC 2008 (ed. în colab., Ed. Universității Agora, 2008),
- From Natural Language to Soft Computing: New Paradigms in Artificial Intelligence (ed. în colab., Ed. Academiei Române, 2008),
- Inteligență artificială (Ed. Universității Aurel Vlaicu, 2008) etc.